# Isabelle Fuhrman
Isabelle Fuhrman (ur. 25 lutego 1997 w Waszyngtonie) – amerykańska aktorka.
Isabelle Fuhrman rozpoczęła karierę aktorską w wieku siedmiu lat, kiedy zauważył ją dyrektor castingu Cartoon Network.

## Wybrana filmografia
- Justice (2006) jako Grace O'Neil
- Hounddog (2007) jako Grasshopper
- Zaklinacz dusz (2008) jako Gretchen Dennis
- Sierota (2009) jako Esther
- Dzieci kukurydzy (2009) (głos)
- Żółwik Sammy (2010) jako Hatchling Shelly (głos)
- The Whole Truth (2010) jako dr. Angela Hicks
- Pleading Guilty (2011) jako Carrie
- Salvation Boulevard (2011) jako Angie
- Igrzyska śmierci (2012) jako Clove
- Uzdrowiciel (2012) jako Michelle
- 1000 lat po Ziemi (2013) jako Ryana
- Cell (2016) jako Alice Maxwell
- Down a Dark Hall (2018) jako Izzy
- Sierota. Narodziny zła (2022) jako Esther